# Sân bay Pattimura
Sân bay Pattimura là một sân bay ở Ambon, Maluku, Indonesia (IATA: AMQ, ICAO: WAPP). Sân bay này có 1 đường băng dài 2500 m bề mặt nhựa đường.

## Các hãng hàng không và các tuyến điểm
Hiện có các hãng hàng không sau đang hoạt động tại sân bay này:
- Lion Air (Fak Fak, Jakarta, Kaimana, Langgur, Sorong, Surabaya, Makassar)
  - Wings Air (Makassar, Manado, Surabaya)
- Merpati Nusantara Airlines (Jakarta, Surabaya)